# Anne Lynch Botta
Anne Lynch Botta (ur. 11 listopada 1815 w Bennington, zm. 23 marca 1891 w Nowym Jorku) – amerykańska pisarka, poetka, nauczycielka i animatorka życia literackiego, aktywna w epoce romantyzmu.

## Życiorys
Anne Charlotte Lynch Botta urodziła się jako Anne Charlotte Lynch w miejscowości Bennington w stanie Vermont. Jej rodzicami byli irlandzki bojownik o niepodległość, dubliński powstaniec z 1798, wydalony z Wielkiej Brytanii, Patrick Lynch i Charlotte Gray Lynch. Ojciec autorki zginął w katastrofie morskiej w 1819. Po jego śmierci rodzina przeniosła się do miasta Hartford w stanie Connecticut. Tam Anne i jej brat Thomas Rowson Lynch poszli do najlepszych szkół. W wieku szesnastu lat Anne została wysłana do prestiżowej szkoły średniej Albany Female Academy. Po jej ukończeniu została nauczycielką. Pracowała w Albany i Providence. W 1853 roku wybrała się w podróż do Europy, gdzie poznała Vincenza Bottę, włoskiego profesora filozofii. 

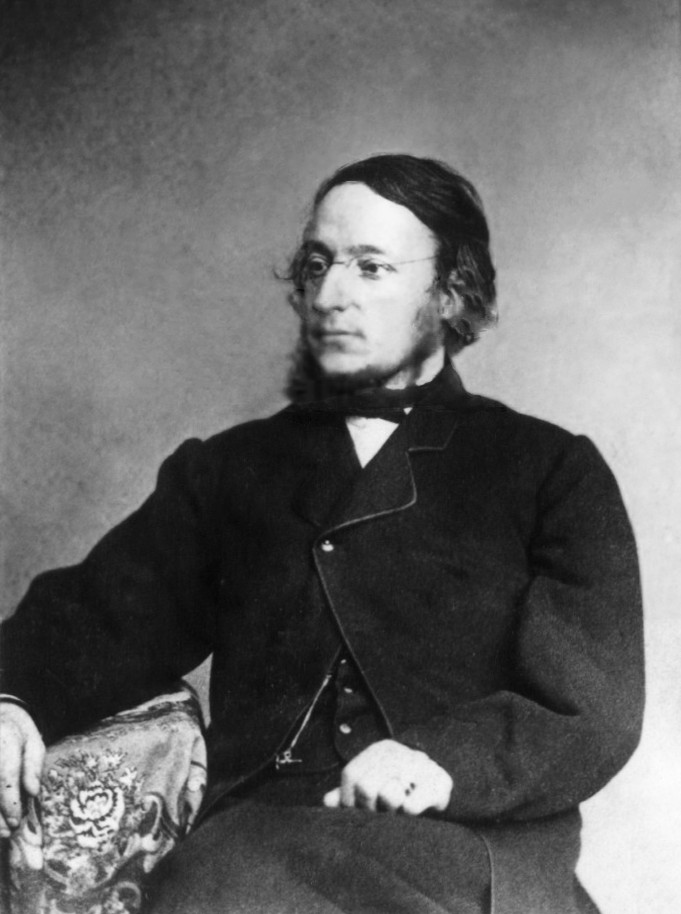
Vincenzo Botta, około 1860 roku

 W roku 1855 znajomi się pobrali. w kolejnych latach Anne Lynch Botta pracowała między innymi nad podręcznikiem historii literatury powszechnej, w którym sporo miejsca poświęciła literaturze polskiej. Zajęła się też rzeźbą portretową. Zmarła w Nowym Jorku na zapalenie płuc w wieku 75 lat. Po śmierci autorki mąż wydał pokaźny tom wspomnień o niej, uzupełniony wyborem jej pism prozatorskich i poetyckich. Zasługą Anne Lynch Botta było wprowadzenie na salony literackie nieznanego szerzej Edgara Allana Poe. Autor Kruka i Opowieści niesamowitych opisał ją jako ciemnowłosą kobietę o wysokim wzroście i smukłej budowie ciała, zdolna do najwyższych poświęceń w imię słusznej sprawy. Na wieczorkach literackich organizowanych przez poetkę bywali też między innymi Ralph Waldo Emerson, Louisa May Alcott, Julia Ward Howe, Frances Sargent Osgood i Andrew Carnegie.

## Twórczość
Do najbardziej znanych utworów poetyckich Anne Lynch Botta należą wiersze The Battle of Life, A Thought by the Sea-Shore, będący nawiązaniem do wiersza Henry'ego Wadswortha Longfellowa utwór Imitation i Paul Preaching at Athens. Autorka napisała też liczne sonety. Często przywoływany jest utwór Sonnet on Seeing the Ivory Statue of Christ. Interesujący pod względem rymowania jest utwór The Bee (Pszczoła), który realizuje model sonetu barnfieldowskiego abba cddc effe gg. Poza tym Anne Lynch Botta wydała obszerną antologię zatytułowaną The Rhode-Island book: selections in prose and verse, from the writings of Rhode-Island citizens.